# Јадерa
Јадера (Иадера, Јадра, Јадар, Јадаса) је либурнијско насеље из којег се развио данашњи Задар. Касније је Јадера постала колонија римских грађана.
Пре досељавања илирских племена, ово подручје је настањивао древни медитерански народ, из чијег праиндоевропског језика вероватно потиче и назив самог насеља – Јадер, Јадра или Јадера, које су касније преузеле друге цивилизације. Име насеља везује се за неки антички хидрографски појам.
Илирско насеље потиче из 9. века пре нове ере, која је већ у 7. и 6. веку п. н.е. важно средиште илирског племена Либурни, којима је задарска лука била полазиште за бројна трговачка путовања и сигурно сидриште. Јадасини као становници Јадасе или Јадера први пут се помињу 384. п. н. е. на грчком натпису са Фароса (данашњи Стари Град на Хвару) као савезници Хварана у борби против новопридошлих грчких колониста. Грчки географ Скилакс Скаријандерис помиње Идасу / Јадар, а становнике назива Јадасинима.
Колонија римских грађана - Колониа Јулиа Јадер основао је 48. п. н. е. највероватније сам Јулије Цезар. Јадер је уређен по свим принципима римског урбанизма: пет уздужних и више попречних улица стварале су правилну мрежу градских комуникација, која је град у строгом геометријском реду делила на правоугаоне четврти - инсуле. 
На западном крају града изграђен је главни трг - Римски форум, а поред њега благо уздигнута престоница са храмом. Капитол је био омеђен једноспратним тремом, а форум двоспратним. У простору окренутом мору подигнут је привредни трг - емпоријум. Римско једро је било заштићено чврстим зидинама, на више места утврђено монументалним кулама, и имало је јавни водовод водом из 40 км удаљене Вране, канализацију, терме и друге одлике високоразвијеног градског живота. Такође на подручју римског Задра претпоставља се постојање зграде амфитеатра за одржавање крвавих гладијаторских борби, као и позоришне зграде за организовање сценских игара .